# Arnold Koreimann
Arnold Koreimann (* 19. Februar 1957 in Sankt Jakob im Rosental) ist ein ehemaliger österreichischer Fußballspieler. Koreimann war Mittelfeldspieler und bestritt ein Spiel für die österreichische Nationalmannschaft.

## Karriere

### Verein
Koreimann wechselte 1975 von seinem Jugendverein SV St. Jakob zum FC Kärnten. 1979 wechselte er dann zum FC Wacker Innsbruck. In der Saison 1983/84 spielte er für den SV Austria Salzburg und kehrte daraufhin zum FC Wacker Innsbruck zurück. 1989 wechselte er wieder zum FC Kärnten.

### Nationalmannschaft
Koreimann debütierte am 28. April 1982 in der österreichischen Nationalmannschaft. Das Länderspiel gegen die Tschechoslowakei wurde im Ernst-Happel-Stadion 2:1 gewonnen. Es blieb der einzige Einsatz Koreimanns in der Nationalmannschaft.